# Bento José Rufino Capinam

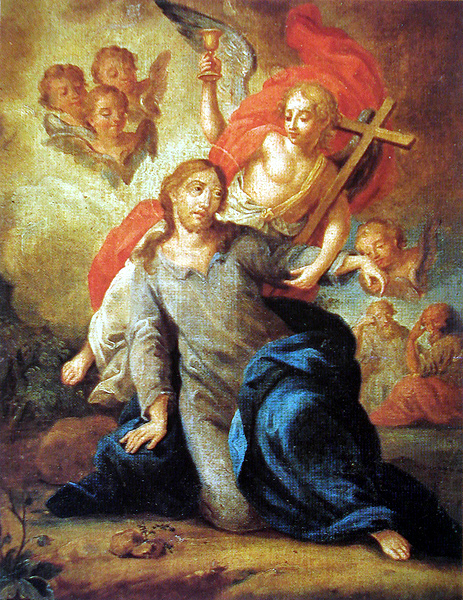
Jesus no Horto. Museu de Arte Sacra de São Paulo.

Bento José Rufino da Silva, conhecido como Bento José Rufino Capinam, ou simplesmente Capinam (Salvador, 1791 - 1874), foi um pintor, litógrafo, dourador, professor e cenógrafo brasileiro.

## Biografia
Seu sobrenome era Silva, porém após os conflitos durante o processo de Independência do Brasil, onde foi um dos combatentes contra os portugueses, assume o sobrenome nativista Capinam. Foi aluno de Franco Velasco e foi muito ativo em Salvador no terceiro quartel do século XIX, focando em painéis religiosos.
Deixou obras de pintura na Igreja de Nossa Senhora da Ajuda (1845), na da Ordem Terceira de São Francisco (1849), do Senhor do Bonfim (1854), em Salvador, hoje no acervo do Museu de Arte Sacra de São Paulo. Também executou intervenções no forro da nave da Igreja da Venerável Ordem Terceira de São Domingos Gusmão. Também realizou a talha de vários templos e deu aulas, sendo seus alunos Tito Nicolau Capinam, seu filho, Francisco José Rufino de Sales, José Francisco Lopes e José Antonio da Cunha Couto.
Escreveu Laudelino Freire sobre Capinam: Conhecedor do desenho, o seu estilo era largo, revelando-se com energia e vigor nos vários gêneros da sua especialidade. No retrato e na decoração sobretudo, mostrou-se artista de merecimento, justificando a alta popularidade de que era cercado na sua terra natal.
Faleceu em sua terra natal.

## Obras
Seu estilo de pintura diferencia-se um pouco dos pintores de sua época, aproximando-se mais da pintura colonial em vez do neoclassicismo português. Suas figuras são mais rígidas, com pinceladas menos desenvoltas.
Entre as obras atribuídas a ele estão:
- A Morte do Pecador - na Igreja do Bonfim em Salvador
- Série Mistérios Gozosos, Dolorosos e Gloriosos - no Museu de Arte Sacra em São Paulo
- A flagelação de Jesus, segundo o mistério doloroso do Rosário
- Cristo Coroado de Espinhos
- Nascimento de Cristo - no Museu de Arte Sacra em São Paulo [5]
- Santíssima Trindade - no Museu Nacional de Belas Artes do Rio de Janeiro[6]
- Litografia da entrada do Exército Pacificador - no Instituto Geográfico e Histórico[5]